# Nesselsdorf T

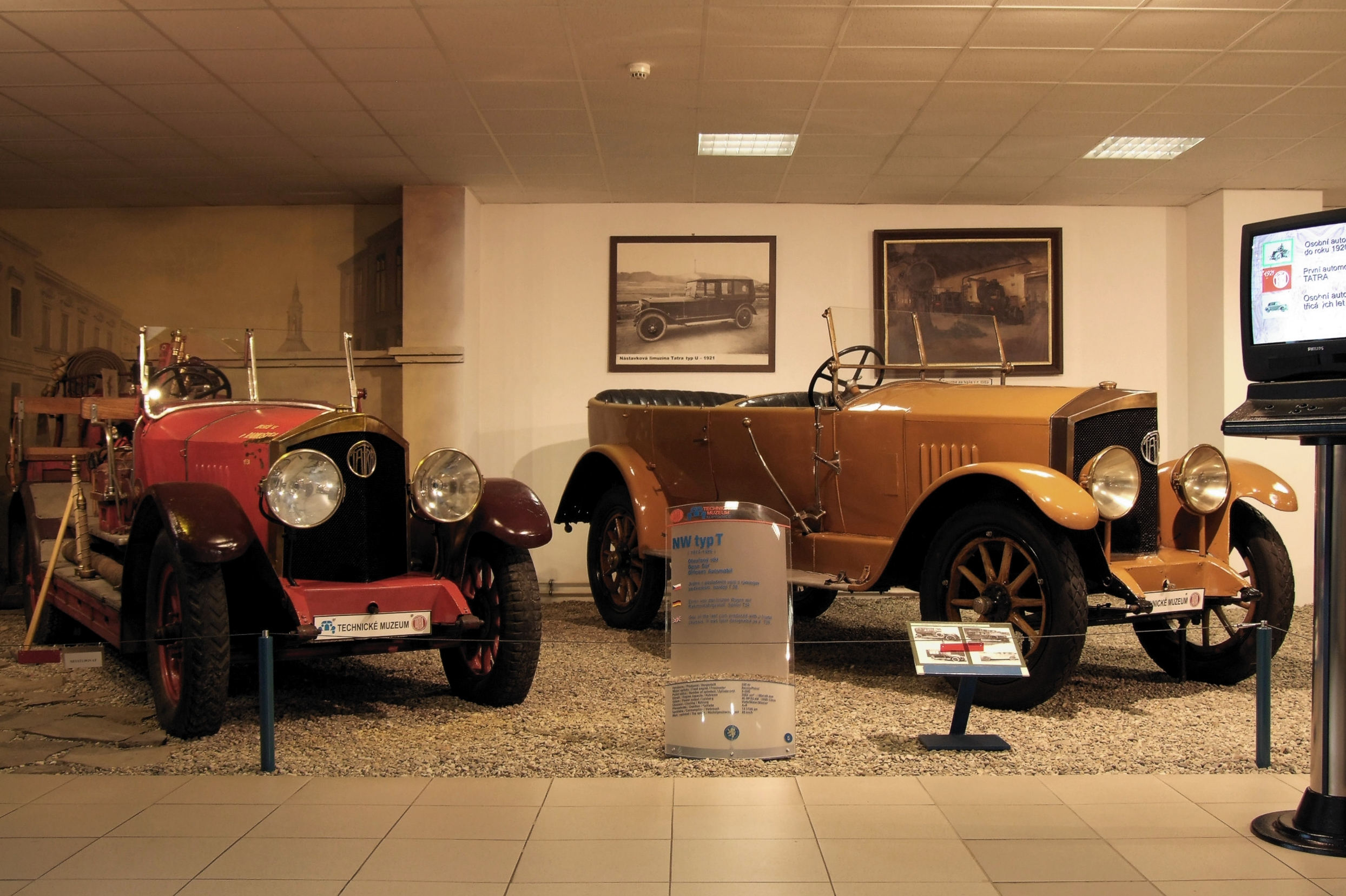
Zwei Nesselsdorf T in Nesselsdorf (Kopřivnice)

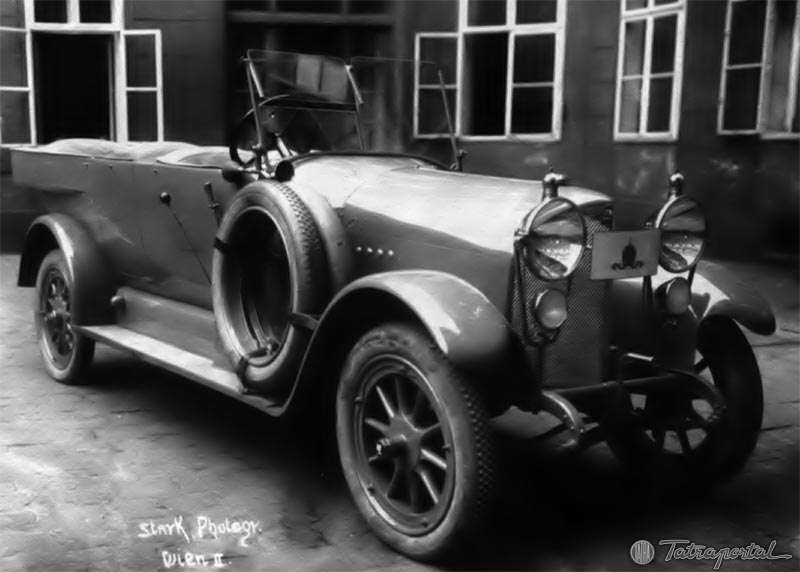
„Militärauto“ von Kaiser Karl I. in Feldadjustierung

Der Nesselsdorf T war der Nachfolger des PKW-Typs S 4, den die Nesselsdorfer Wagenbau-Fabriks-Gesellschaft 1914 herausbrachte.

## Das Auto
Das Fahrzeug hatte einen Vierzylinder-OHC-Reihenmotor mit 3562 cm³ Hubraum und 50 PS (37 kW) Leistung und war vorne unter der Motorhaube eingebaut. Dieser neue Blockmotor mit Nockenwellenantrieb durch Königswelle war von Hans Ledwinka entwickelt worden und hatte nach wie vor eine Magnetzündung, aber anstatt des Steigstromvergasers bereits einen Horizontalvergaser, Fabrikat Zenith. Die erreichbare Höchstgeschwindigkeit des 1700 kg schweren Wagens lag bei 80–90 km/h. Es gab unterschiedliche viersitzige Aufbauten, zum Beispiel Tourer, Landauer, Limousinen etc.
1916 erhielt Prinz Heinrich von Preußen solch ein Fahrzeug, der letzte österreichische Kaiser und böhmische König Karl I. im Jahr darauf sogar in mehreren Ausführungen.
Als 1923 die Ringhoffer AG den Nesselsdorfer Betrieb übernahm, wurde dieser Wagen als Tatra 20 noch bis 1925 verkauft.